# Cécile d'York
 (août 2024).
Titre
Vicomtesse Welles
1487 – 9 février 1498
Cécile d'York est une princesse anglaise de la Maison d'York née le 20 mars 1469 au Palais de Westminster, à Londres, et morte le 24 août 1507 à Sandown, sur l'Île de Wight. Elle est la troisième fille du roi Édouard IV et de son épouse Élisabeth Woodville.

## Biographie
En 1474, son père la fiance avec Jacques de Rothesay, fils aîné du roi Jacques III d'Écosse. Elle est alors titrée Princesse des Écossais. Elle assiste au mariage de son frère Richard de Shrewsbury en 1478. En 1480, Cécile est nommée chevalière de l'Ordre de la Jarretière. Le projet de mariage de Cécile avec le duc de Rothesay est annulé en 1480, lorsque la guerre éclate entre l'Écosse et l'Angleterre. Édouard IV projette de la fiancer cette fois avec le duc d'Albany, en rébellion contre son frère Jacques III. La mort d'Édouard IV en avril 1483 change cependant les perspectives.
En effet, le duc de Gloucester, frère du roi, s'empare du trône en juin 1483 sous le nom de Richard III, déclarant les descendants d'Édouard IV et d'Élisabeth Woodville illégitimes dans le Titulus Regius en 1484, prétextant d'une promesse de mariage d'Édouard antérieure à son union avec Élisabeth. 
En 1485, Richard fait épouser Cécile à Ralph Scrope d'Upsall (fils cadet du 5e baron Scrope de Masham), un de ses partisans. Le mariage est annulé la même année lorsqu'Henri VII triomphe de Richard et accède à la royauté à son tour. Ce dernier abroge le Titulus Regius. Il épouse Élisabeth d'York, sœur aînée de Cécile, en 1486 afin d'unifier la Maison de Lancastre à celle d'York et ainsi mettre un terme à la Guerre des Deux-Roses. Si Élisabeth était morte avant l'avènement d'Henri, il aurait très probablement épousé Cécile, comme il l'avait juré à Rennes à la Noël 1483. Elle devient alors une des dames d'honneur de sa sœur.
Cécile épouse en 1487 John Welles (titré 1er vicomte Welles), fils de Lionel de Welles (6e baron Welles) et de Marguerite Beauchamp et demi-frère de Margaret Beaufort, la mère du roi. Elle lui donne deux enfants qui meurent en bas âge. Elle reste impliquée à la cour. Ainsi, en 1486, elle porte son neveu, Arthur Tudor, sur les fonts baptismaux. En 1501, lors du mariage d'Arthur avec Catherine d'Aragon, elle porte la robe de la nouvelle princesse de Galles. Entre mai 1502 et janvier 1504, elle épouse Thomas Kyne (ou Kymbe), un obscure écuyer du Lincolnshire. Henri VII lui interdit de paraître à la cour et confisque ses terres. À la suite de l'intervention de Margaret Beaufort, ses terres lui sont rendues. Elle meurt en 1507, à l'âge de 38 ans.
Le personnage de Cécile est interprété par Suki Waterhouse dans la série The White Princess, série écrite en 2017 par Emma Frost et Philippa Gregory (d'après le roman de cette dernière).